# Robson (Colombie-Britannique)
Pour les articles homonymes, voir Robson.
Robson est une municipalité située dans la province de la Colombie-Britannique, dans le sud-ouest.